# ダイノバイザー
ダイノバイザー(Dynovisor)は1990年代にタカラから販売されていたヘッドマウントディスプレイ(HMD)である。

## 概要
1996年の秋にタカラから38,800円で発売された。3m先に120インチの画面を体感できるというキャッチフレーズで当時としてはカラー表示のできるHMD、近くで響く音響効果など様々な使い方のある周辺機器としては画期的な値段だったが、18万画素の1枚の液晶を両目で見るため画質が十分ではなく、普及には至らなかった。また、前年にバーチャルボーイが発売されていたことにより、既に目新しさが薄れていたとする意見もある。
1997年10月31日、発売から1周年を迎える事になり、グレー色の限定カラーバージョンを年内に発売することを発表した。